# Cameraria cervina
Cameraria cervina är en fjärilsart som först beskrevs av Walsingham 1907.  Cameraria cervina ingår i släktet Cameraria och familjen styltmalar. Inga underarter finns listade i Catalogue of Life.